# Italdesign Giugiaro Brivido
La Giugiaro Brivido è una concept car realizzata dalla Italdesign Giugiaro nel 2012.

## Tecnica
La vettura è stata realizzata con l'impiego di alluminio, vetro e fibra di carbonio. Nella sezione di coda del mezzo è presente uno spoiler mobile che si attiva automaticamente una volta raggiunti gli 80 km/h. Le porte sono state dotate di un'apertura in configurazione ad ala di gabbiano. Le sospensioni sono del tipo a quadrilateri sovrapposti all'anteriore e multilink al posteriore, e vengono gestiti automaticamente da un sistema di livellamento a gas. Non sono montati specchietti retrovisori, sostituiti da due telecamere che proiettano le immagini a due piccoli monitor posti ai lati del volante. Il propulsore equipaggiato era un Volkswagen V6 3.0 abbinato a un motore elettrico, per una potenza complessiva di 300 CV e una coppia di 600 Nm, formando un sistema ibrido. Ciò permetteva alla Brivido di accelerare da 0 a 100 km/h in 5,8 secondi, con velocità massima di 275 km/h.